# Zahnradmethode

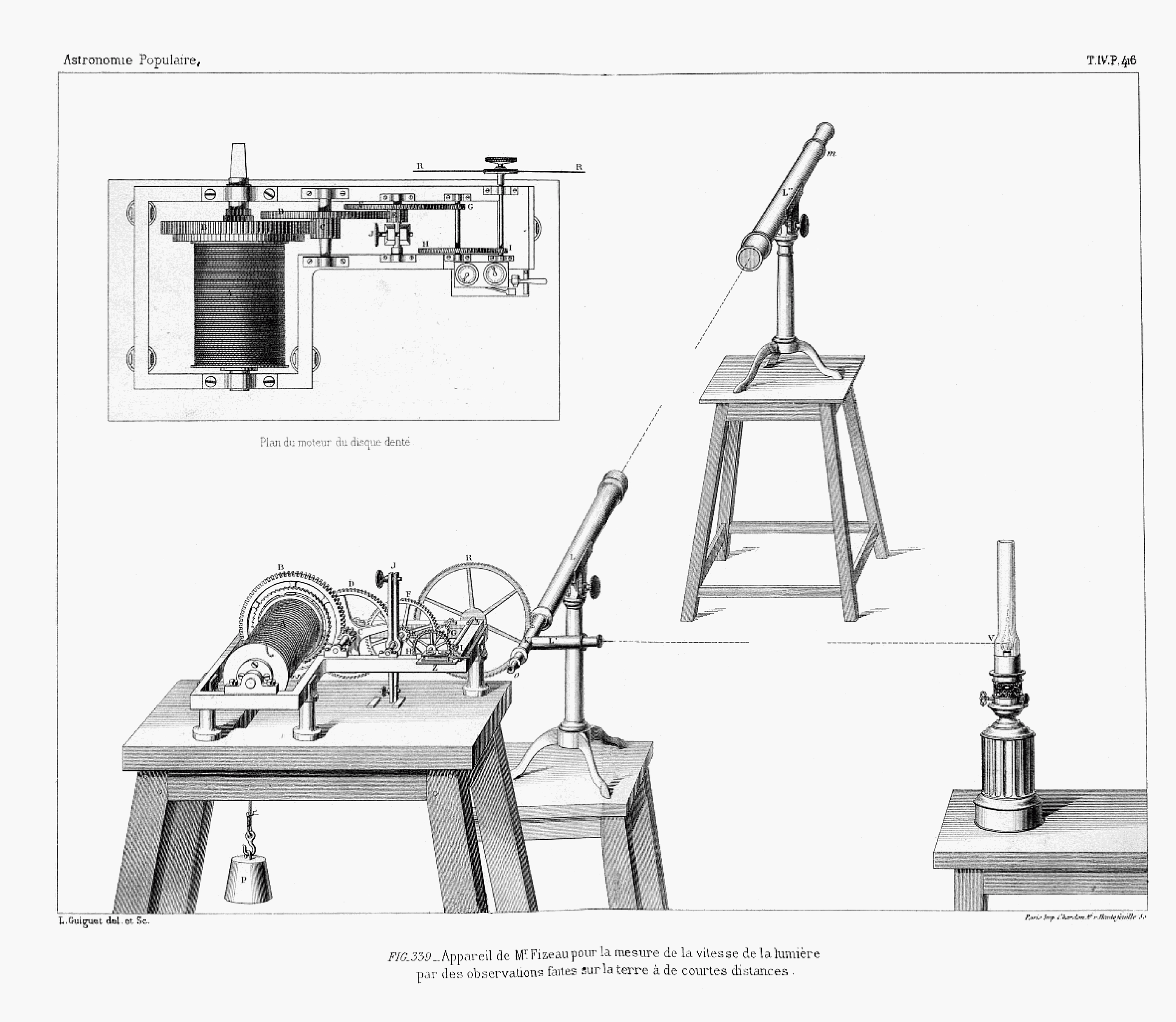
Fizeaus historischer Versuchsaufbau nach François Arago

Die Zahnradmethode ist eine Methode zur Ermittlung der Lichtgeschwindigkeit, die 1849 vom französischen Wissenschaftler Hippolyte Fizeau entwickelt wurde.

## Geschichte
Die Zahnradmethode geht auf Experimente von Galileo Galilei zurück. Schon um 1600 postierte Galilei zwei Personen mit je einer Lampe (mit einer Klappe zur Unterbrechung des Lichtstrahls) auf zwei Hügeln. Der erste soll seine Lampe plötzlich öffnen, der zweite soll das Gleiche tun, sobald er das Licht des ersten sieht. Der erste versucht dann die Verzögerung zwischen dem Öffnen seiner Lampe und dem Aufblitzen der anderen zu schätzen. Die Geschwindigkeit des Lichts war jedoch im Vergleich zum Abstand zwischen den Männern zu hoch, weswegen Galilei so nur einen Wert für die menschliche Reaktionszeit, nicht aber für die Lichtgeschwindigkeit erhielt.
Fizeau ersetzt 1849 in seinem Versuch den zweiten Mann durch einen Spiegel (dadurch entfällt die Verfälschung durch die Reaktionszeit) und den ersten Mann durch eine Lampe mit einem sich schnell drehenden Zahnrad, welches das Licht in regelmäßigen Abständen blockiert.

## Versuchsaufbau

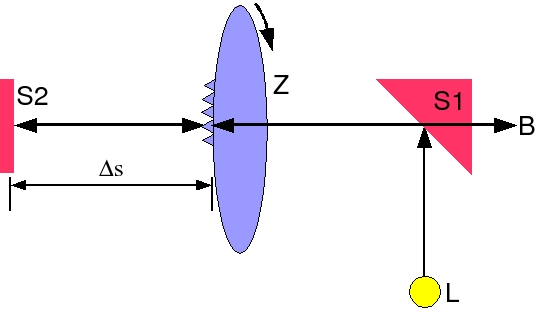
Versuchsaufbau zur Zahnradmethode

Fizeau führte sein Experiment entlang einer etwa 8,6 km (8633 m) langen Strecke in der Nähe von Paris durch. Das Licht wurde von der Lichtquelle (L) zu einem halbdurchlässigen Spiegel (S1) weitergeleitet, der das Licht durch das sich drehende Zahnrad (n Zähne) in Form von Lichtblitzen zum zweiten Spiegel (S2) leitete, von wo es zum Beobachter (B) (wieder durch das Zahnrad) reflektiert wurde (siehe Grafik). Nun wurde die Drehzahl (f) des Zahnrades so lange erhöht, bis der vom zweiten Spiegel (S2) reflektierte Strahl auf dem Rückweg nicht mehr auf die Lücke traf, sondern auf den nächsten Zahn. Der Beobachter konnte dann den reflektierten Lichtstrahl nicht mehr sehen.
Hat das Zahnrad n Zähne, beträgt die Zeit, bis ein Zahn an die Stelle der vorhergehenden Lücke tritt:
{\displaystyle \Delta t={\frac {1}{2nf}}}. (Die 2, weil ein Zahnrad aus Lücken und Zähnen besteht.)
Wird nun die Drehzahl so groß gewählt, dass der reflektierte Lichtstrahl nicht mehr sichtbar ist, benötigt das Licht also gerade die Zeit {\displaystyle \Delta t}, um den Weg {\displaystyle \Delta s} zweimal zurückzulegen. Daraus folgt der Wert für die Geschwindigkeit des Lichts:
{\displaystyle c={\frac {2\Delta s}{\Delta t}}=4n\Delta sf}
Fizeau gibt f = 12,6 Umdrehungen pro Sekunde an und die Anzahl der Zahnradzähne mit 720 bzw. 700: In der französischen Veröffentlichung von 1849 lautet die Angabe auf 720 Zähne („sept cent vingt dents“), während die deutsche Ausgabe von 1850 „siebenhundert Zähne“ vermerkt.
Der Wert, den Fizeau mit dieser Methode ermittelte, betrug (315.300 ± 500) km/s und lag damit etwa 5 % über dem richtigen Wert von rund 299.792 km/s. Grund für die Abweichung waren die kurze Strecke und die Ungenauigkeit, mit der die Drehzahl des Zahnrades bestimmt werden konnte. James Bradley hatte bereits 1728 mit der Methode der Aberration eine Abweichung von nur 1 % erreicht. Eine wesentlich genauere Bestimmung der Lichtgeschwindigkeit gelang ein Jahr später, 1850, mit der Drehspiegelmethode von Léon Foucault, in der Fizeaus Methode abgewandelt und verbessert wurde.